# 2019 OK
2019 OKは、アポロ群に属する地球近傍小惑星。地球に最接近した2019年7月25日には、72,400km（45,000マイル）の距離まで近づき、これは天文単位に換算すると約0.0005auであった。

## 概要
2019 OKは、2019年7月24日、ブラジルのソニア天文台で発見された。その翌日の1時22分（UTC）（10時22分〈JST〉）に地球に最接近した。水星以外の全ての地球型惑星の軌道を横断している。また、月の距離を基準とした単位LDを用いると0.19LDであり、月よりはるかに近い距離を通った。直前の発見であったため、地球への衝突回避行動をとるにも時間的余裕はなかったが、実際に衝突の危機はなかった。

## 危険性
地球近傍小惑星の中でも危険視されたのはその直径の大きさである。恐竜を絶滅させた白亜紀の大量絶滅の小惑星の直径は10 - 15kmと推定されている。一方、2019 OKの直径は57mから130mであり、絶滅の危機はないとはいえども、衝突した都市に莫大な影響を与えられる大きさである。また、発見されたのが最接近のわずか1日前であったことも危険視される要因である。